# Worin cheongangjigok

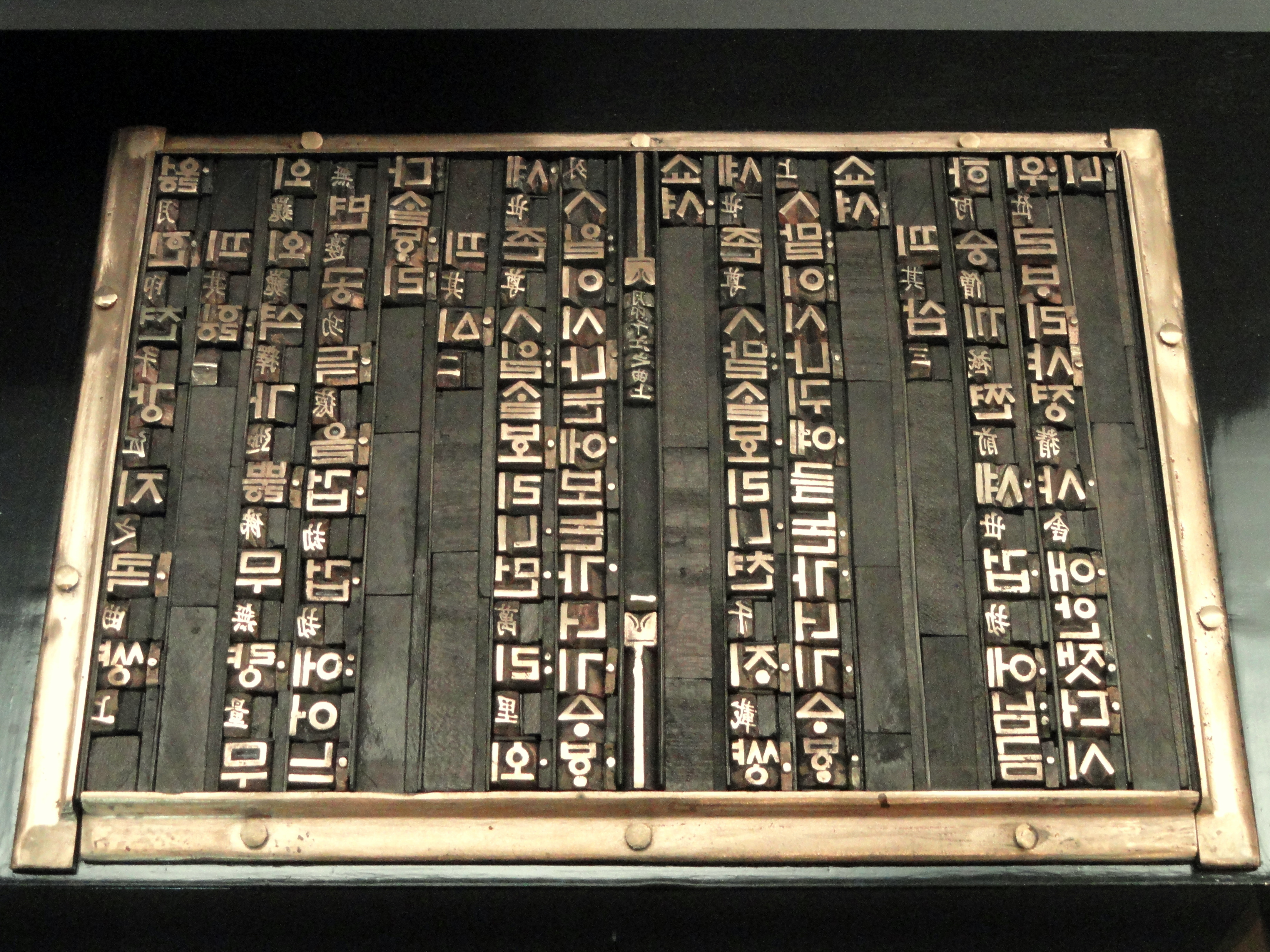
réplique de l'assemblage de caractères mobiles utilisée pour l'impression de ce livre

Worin cheongangjigok (ch. : 月印千江之曲 ; ko. : 월인천강지곡 ; litt. « Chants de la réflexion de la lune, sur mille rivières ») est un ouvrage imprimé entre 1447 et 1450, en Corée, utilisant des caractères mobiles en bronze, et mêlant écriture hanja (traditionnelle chinoise) et hangeul (nouvelle écriture coréenne). Cet ouvrage est une biographie du Bouddha. Il s’agit plus précisément d’un livre d'hymnes bouddhistes écrit par Sejong le Grand (1418-1450), quatrième monarque de la dynastie Joseon, en hommage à sa défunte épouse, la reine Soheon (1395-1446).
Il est l'un des premiers livres à être publié à l'aide de caractères métalliques mobiles après la promulgation du Hunminjeongeum, l’alphabet coréen créé par Sejong le grand (1418-1450). De ce fait, cet ouvrage est considéré comme essentiel à l'étude de la linguistique coréenne et de l'histoire de l'imprimerie au début de la création de l’alphabet coréen.
Bien que deux des trois volumes originaux du livre aient été perdus, son rapport aux origines du système d'écriture coréen et au développement de l'impression de livres en Corée lui obtient une place en tant que trésor national de Corée depuis 2017.

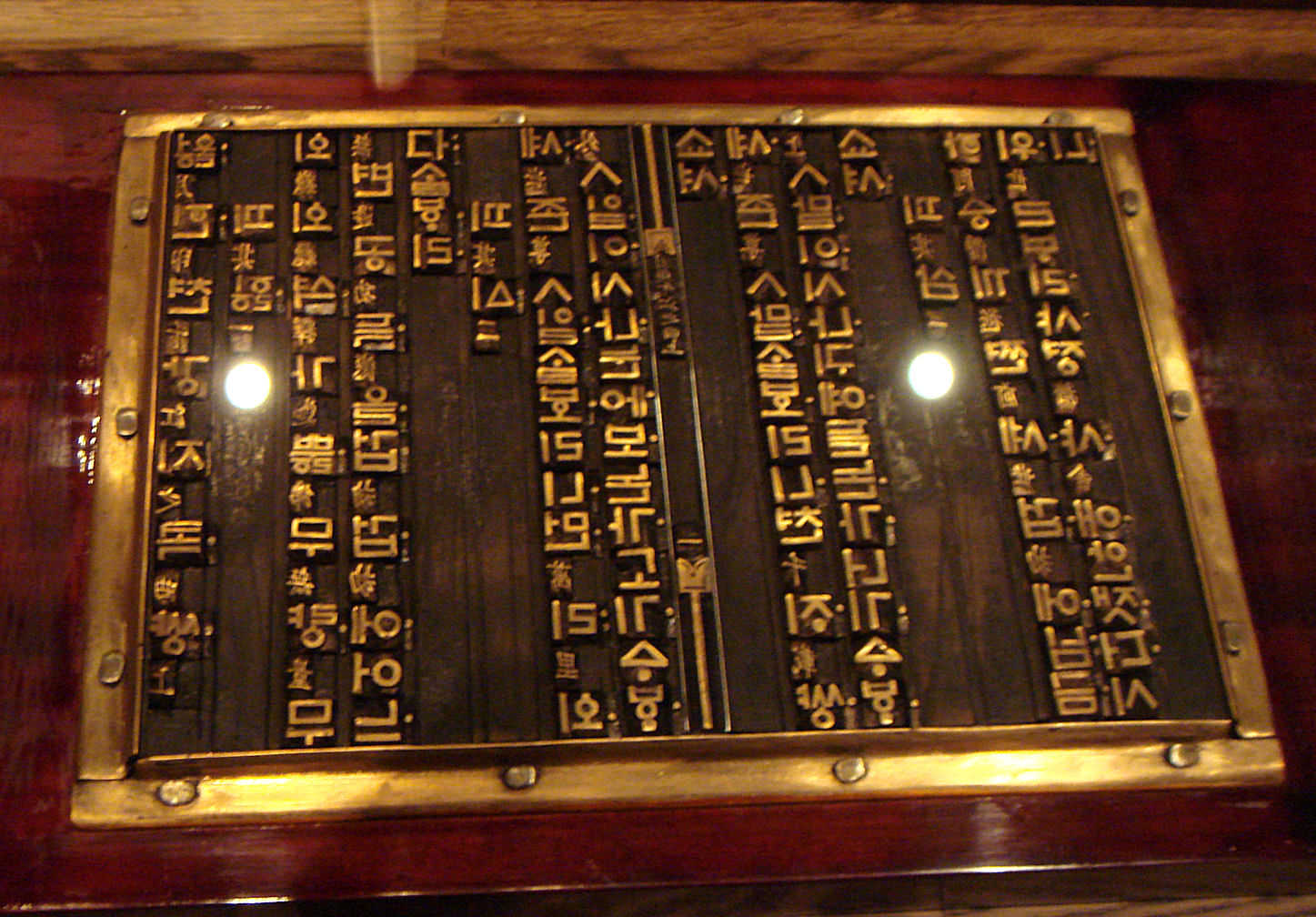
Matrice originale au Japon

La matrice originale est conservée au musée de l'imprimerie de Tokyo, au Japon. Une réplique existe également au musée des sciences, à Incheon en Corée.